# Affari di famiglia (Sin City)
Affari di famiglia (Family Values) è il quinto volume della serie a fumetti Sin City di Frank Miller. A differenza delle altre storie della serie non è stata serializzata su testate regolari per poi essere raccolta in un volume ma è stata pubblicata subito come graphic novel di 128 pagine (nell'ottobre 1997 dalla Dark Horse Comics).
In italiano la storia è stata pubblicata prima dalla Play Press Publishing nel novembre 1998 e successivamente dalla Magic Press nel gennaio 2005.

## Trama
La storia riprende i personaggi di Dwight Mc Carthy e Miho da Un'abbuffata di morte e narra le vicende di Dwight impegnato nell'indagare su una sparatoria avvenuta davanti a un bar.

## Riconoscimenti
Il volume ha vinto l'Harvey Award come "Best Graphic Album of Original Work" nel 1998.